# روزی روزگاری در چین و آمریکا
روزی روزگاری در چین و آمریکا (به انگلیسی'Once Upon a Time in China and America) همچنین تحت عنوان روزی روزگاری در چین ۶ عنوان ششمین فیلم از سری اصلی فیلم‌های روزی روزگاری در چین است. این فیلم محصول کشور هنگ کنگ و ساخته سال ۱۹۹۷ به کارگردانی سامو هونگ و با بازی جت لی در نقش اصلی است.

## داستان
وانگ فی هونگ (جت لی) طبیب و استاد هنرهای رزمی به همراه نامزد و خدمتکار خود عازم غرب وحشی می‌شوند. در بدو ورود مورد حمله قرار می‌گیرند. وانگ از یاران خود ناخواسته جدا شده و به دهکده سرخ‌پوستان قدم می‌گذارد و…

## بازیگران
- جت لی در نقش وانگ فی هونگ
- روزاموند کوآن در نقش یی نامزد هونگ
- هانگ یان-یان
- هونگ یانم یان
- پاور چان
- جف وولف در نقش بیلی
- جو سایا
- ریچارد نگ در نقش هان
- لاو کار وینگ
- تی. جی. استورم
- مارس (بازیگر)

## جوایز و نامزدی
- ۱۹۹۸ جایزه فیلم هنگ کنگs
  - نامزدی: بهترین هنرهای نمایشی اکشن برای(سامو هونگ)

## بازگشت جت لی
جت لی پس از حضور نیافتن در روزی روزگاری در چین ۴ و روزی روزگاری در چین ۵ دوباره در این فیلم در نقش وانگ فی هونگ ظاهر شد.